# GIVA Group
Il Gruppo G.I.V.A. S.p.A. (Gruppo Industriale Vienna Antonio) è un gruppo industriale Italiano con sede nei pressi di Milano, fondato negli anni 1960 dall'imprenditore Antonio Vienna che ne è tuttora presidente e unico azionista.
Il Gruppo è leader mondiale nella produzione di acciaio, prodotti forgiati, valvole e attuatori. Ne fanno parte 15 stabilimenti produttivi in Italia con un impiego superiore alle 1200 persone nel mondo.
Le aziende controllate e coordinate sono 3 forge, 2 acciaierie, 1 distributore e 3 aziende specializzate in prodotti finiti per Oil & Gas:
- Forgiatura A. Vienna
- Forgia di Bollate
- Ofar
- Italfond
- Nunki Steel
- Pibiviesse
- RMT Valvomeccanica
- DVG Automation
- Bresciacciai

A livello impiantistico il gruppo conta primati internazionali tra cui:
- la più grande pressa (denominata "Tyson") con potenza di 100.000 tonnellate
- il più grande impianto di rifusione ESR con capacità di produrre lingotti fino a 250 tonnellate
- il più grande laminatoio per lavorare pezzi fino a 10 m di diametro e 5 m in altezza